# قشلاق تومار
قشلاق تومار یک روستا در ایران است که در دهستان قشلاق جنوبی واقع شده‌است. قشلاق تومار ۲۴ نفر جمعیت دارد.